# Aphanocrex podarces
Aphanocrex · Râle de Sainte-Hélène
Genre
Espèce
Statut de conservation UICN

 EX  : Éteint
Aphanocrex podarces, le Râle de Sainte-Hélène, unique représentant du genre Aphanocrex, est une espèce éteinte d'oiseaux de la famille des Rallidae.

## Répartition
Cette espèce était endémique de Sainte-Hélène.

## Systématique
Le nom valide complet (avec auteur) de ce taxon est Aphanocrex podarces Wetmore, 1963,.
Ce taxon porte en français le nom vernaculaire ou normalisé suivant : Râle de Sainte-Hélène.
Aphanocrex podarces a pour synonymes :
- Atlantisia podarces (Wetmore, 1963)[1]
- Laterallus podarces (Wetmore, 1963)[1]

### Étymologie
Le nom générique, Aphanocrex, est la combinaison du grec ancien ἀφανής, aphanes, « disparu (ou éteint) », et du genre Crex (les Rallidae).
Son épithète spécifique, du grec ancien ποδάρκης, podarkes, « aux pattes fortes », qui « signifie quelqu'un qui court bien, un attribut évident de cet oiseau ».

### Publication originale
- (en) Alexander Wetmore, « An Extinct Rail from the Island of St. Helena », Ibis, Wiley-Blackwell, vol. 103b, no 3,‎ septembre 1963, p. 379-381 (ISSN 1474-919X et 0019-1019, DOI 10.1111/J.1474-919X.1963.TB06760.X, lire en ligne).